# Rachel Don

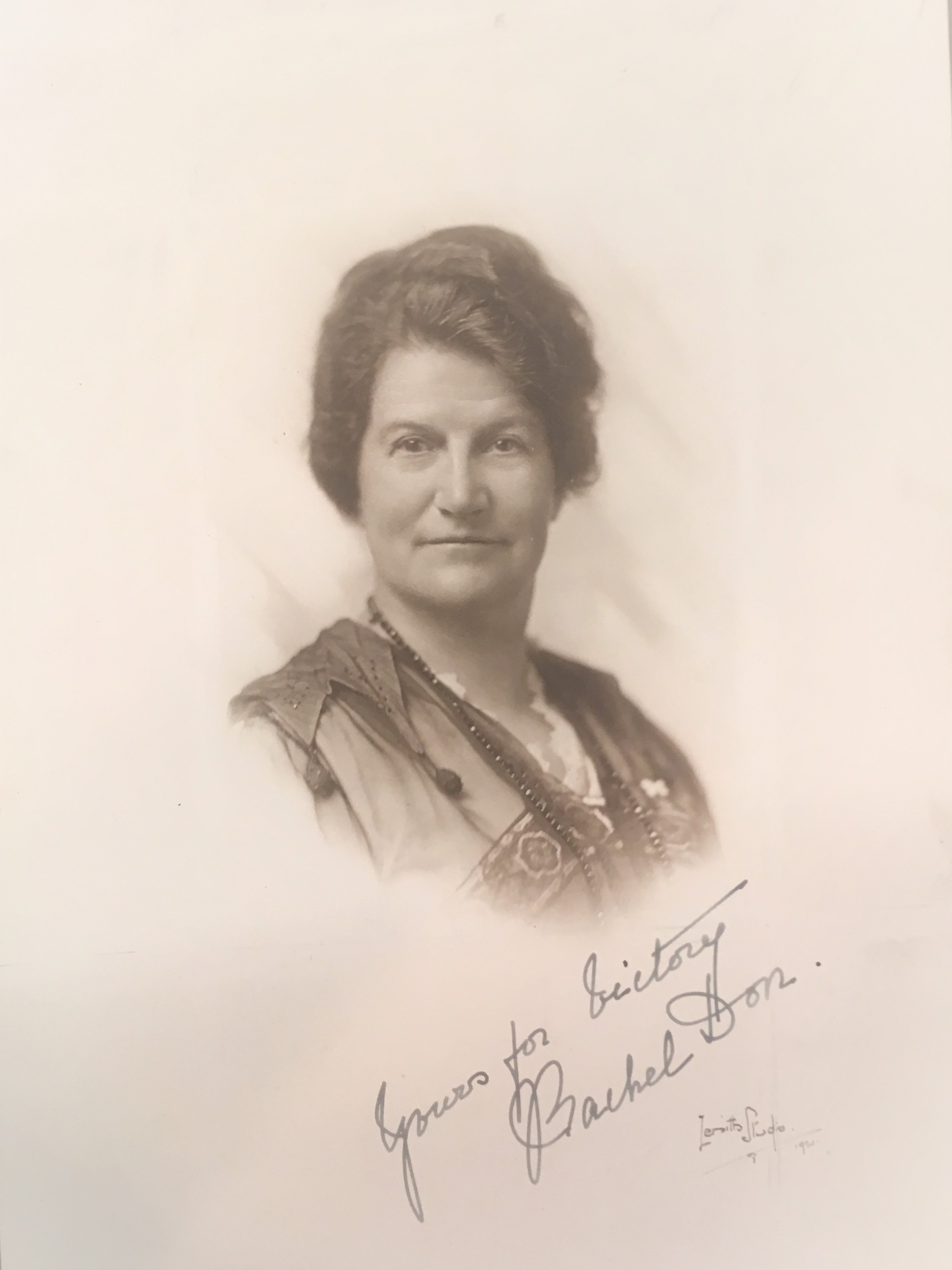
Rachel Don (1924)

Rachel Don, geb. Hull (* 23. Juli 1866 in Hokitika, Westland District, Neuseeland; † 4. September 1941 in Dunedin, Neuseeland) war eine neuseeländische Autorin und Rednerin für die Women’s Christian Temperance Union of New Zealand (WCTU NL), deren Präsidentin sie von 1914 bis 1926 war.

## Frühes Leben
Rachel Hull wurde am 23. Juli 1866 als Tochter der Eheleute Mary Ann Walters und James Hull in Hokitika geboren. Rachels Vater war Musiker, arbeitete aber später als Eisengießer in Christchurch, wo sie auch ihre Schulbildung erhielt.

## Kirchliches Engagement
Am 17. Oktober 1890 Rachel William Rae Don in Christchurch und nahm seinen Namen an. Sie siedelten schließlich in Dunedin, wo Rachel Mann als Schreibwarenhändler tätig war. Beide waren aktive Mitglieder in der Methodist Central Mission der Stadt, wo Rachels Mann sich als Chorleiter engagierte und sie selbst im Schwesternschaftskomitee, das Diakonissen zu den Aktivitäten Methodist Central Mission einlud und sie unterstützte. In den frühen 1920er Jahren zählte sie zu einer der bekanntesten kirchlichen Mitarbeiter der Stadt und soll auch als Ortspredigerin in Dunedin tätig gewesen sein. 1926 gaben Rachel und ihr Mann ihre Mitgliedschaft in der methodistischen Kirche auf und wechselten zur Presbyterian Church in Roslyn, einem Vorort von Dunedin.

## Women’s Christian Temperance Union
In den frühen 1900er Jahren begann sich Rachel in der Abstinenzbewegung zu engagieren und trat der Women’s Christian Temperance Union of New Zealand bei. Sie übernahm auf nationaler Ebene die leitende Positionen der evangelischen Superintendenten und wurde die Präsidentin des Inner Family Circle sowie des Zweigs der WCTU NL in Dunedin. 1914 wurde Rachel zur Präsidentin der WCTU NL gewählt, vertrat ihre Organisation 1920 auf dem Weltkongress der Women's Christian Temperance Union (WCTU) in London und nahm 1924 an der National Jubilee Convention in den Vereinigten Staaten teil, wo sie auch einen Redebeitrag leisten durfte. 1914 verfasste sie zusammen mit Jessie Field eine an Neuseelands Männer adressierte Broschüre bezüglich des weißen Sklavenhandels. Rachel hielt Vorträge, schrieb Artikel und Briefe und zeichnete Karikaturen, die für Kampagne für soziale Reformen verwendet wurden. Sie setzte sich für dafür ein, dass Frauen in der neuseeländischen Polizei und im Justizsystem eingestellt werden konnten und arbeitete eng mit Nellie Peryman zusammen, die das WCTU-Magazin The White Ribbon herausgab. Weitere Engagements folgten im Laufe der Jahre, doch sie sah immer ihre Hauptaufgabe darin, sich für die Abstinenzbewegung einzusetzen und die Idee dahinter in die Gesellschaft hineinzutragen.
Rachel Don verstarb am 4. September 1941 in Dunedin im Krankenhaus.